# Antonio Iturbe

Antonio González Iturbe, plus connu sous le nom d'Antonio Iturbe, né le 7 mars 1967 à Saragosse (Espagne) est un écrivain et journaliste espagnol.
Il est le directeur de la revue Librújula et correspondant pour La Vanguardia.
Son roman La Bibliothécaire d'Auschwitz, publié en 2012 a été traduit en 35 langues et il est le lauréat, en 2017, du prix Biblioteca Breve, pour son roman Les Princes du ciel (A cielo Abierto).